# آرمن وارداپتیان
آرمن روبن وارداپتیان (وار) (ارمنی: Արմեն Ռուբենի Վարդապետյան (ՎԱՌ)؛ انگلیسی: Armen Ruben Vardapetyan (VAR) زادهٔ ۲۳ ژانویهٔ ۱۹۸۰) یک نقاش، جواهرساز و مجسمه‌ساز اهل ارمنستان است.

## زندگی‌نامه
در ۲۳ ژانویه ۱۹۸۰ در ایروان به دنیا آمد و از مدرسه شماره 71 نلسون استپانیان (۱۹۹۶)، مرکز ملی زیبایی‌شناسی هنریک ایگیتیان (۱۹۹۰) و دانشگاه ملی علوم کشاورزی ارمنستان فارغ‌التحصیل گشت..

## یادداشت
1. ↑  Նելսոն Ստեփանյանի անվան թիվ 71 դպրոց